# Bjästa
Bjästa ist ein Ort (tätort) in der schwedischen Provinz Västernorrlands län, in der historischen Provinz (landskap) Ångermanland.

## Lage

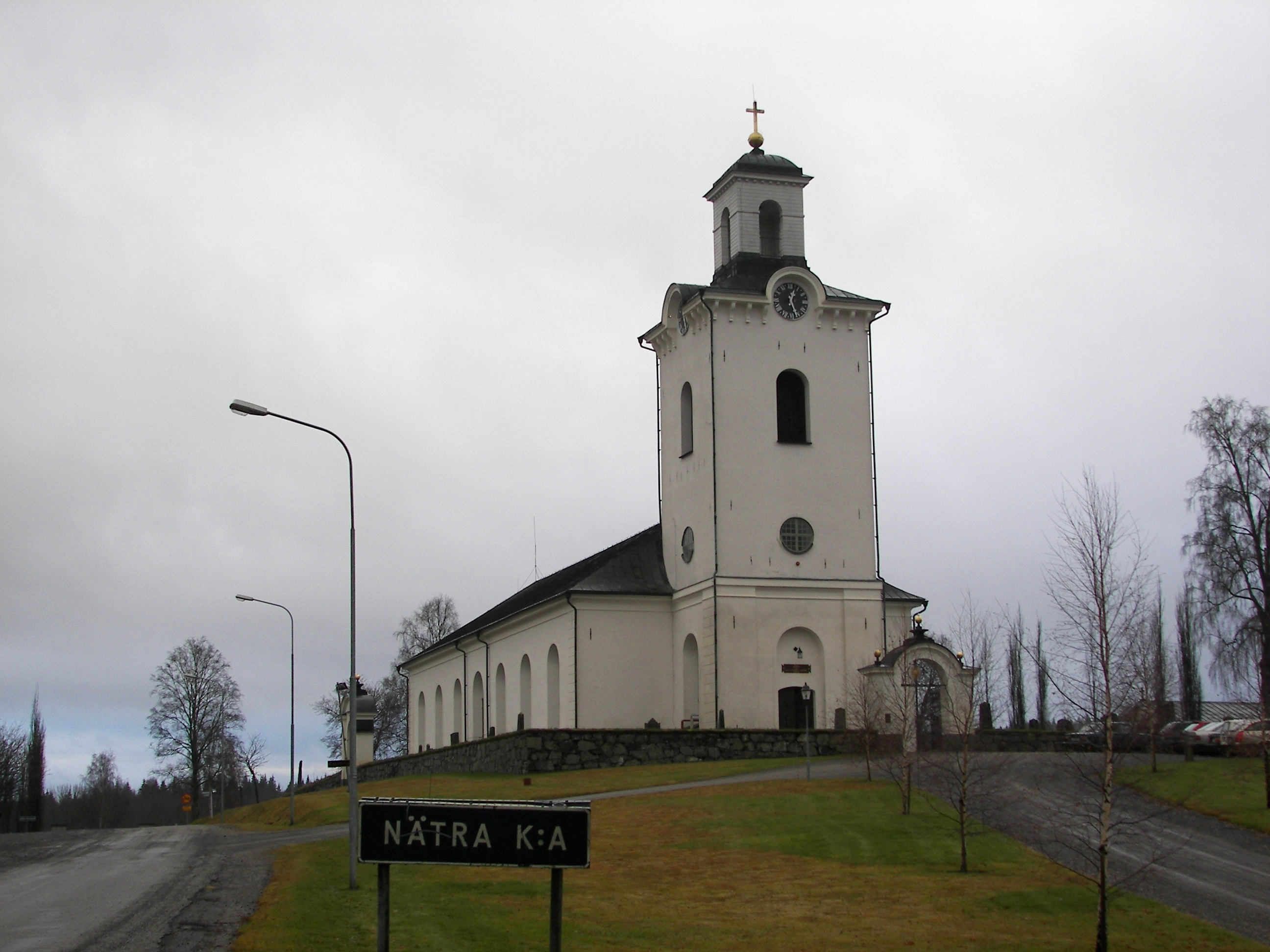
Die Nätra-Kirche in Bjästa

Bjästa gehört zur Gemeinde Örnsköldsvik und innerhalb dieser seit 1. Januar 2016 zum Distrikt Nätra, benannt nach dem ursprünglichen Namen des Kirchspiels Nätra. Der Ort ist mit über 1800 Einwohnern die zweitgrößte Ortschaft der Gemeinde. Er liegt etwa 70 km Luftlinie nordnordöstlich der Provinzhauptstadt Härnösand und 15 km südwestlich von Örnsköldsvik, nördlich des Nationalparks Skuleskogen am Fluss Nätraån. Dieser mündet etwa 5 km südöstlich in die Bucht Nätrafjärden der Bottensee, nachdem er den See Åfjärden durchflossen hat. Südlich von Bjästa liegt mit dem Svedjefjärden ein weiterer See.
Unmittelbar westlich des Ortes verläuft die Europastraße 4 (Europaväg 4). In Richtung Küste führt die sekundäre Provinzstraße Y 908 ins nahe Köpmanholmen, in westlicher Richtung setzt die Straße sich zunächst den Nätraån aufwärts weiter zum Riksväg 90 nördlich von Sollefteå fort.
Unweit westlich von Bjästa verläuft auch die Trasse der 2010 eröffneten Botniabahn (Botniabanan), die das Tal des Nätraån mit einer über einen Kilometer langen Brücke überquert, aber beim Ort keine Station mit Personenverkehr besitzt; der nächstgelegene Bahnhof befindet sich daher in Örnsköldsvik.

## Geschichte
Der Ort geht auf ein Kirchdorf um die seit dem Mittelalter existierende Nätra-Kirche zurück. In den 1530er- bis 1540er-Jahren wurde der Ort als Bijelsstadz beziehungsweise Biedsta erwähnt. Aus dem ursprünglichen Kirchspiel Nätra socken ging 1862 die gleichnamige Landgemeinde (landskommun) hervor, die wiederum 1971 in der Gemeinde Örnsköldsvik aufging.
Der Ort ist heute vorrangig Wohnvorort für das regionale Wirtschaftszentrum Örnsköldsvik.

## Sehenswürdigkeiten
In Bjästa steht die 1805–1807 errichtete klassizistische Nätra-Kirche, die einen Vorgängerbau aus dem 14. Jahrhundert ersetzte.
Der Ort ist namensgebend für den Schärengarten Bjästa skärgård mit Inseln und alten Fischerdörfern wie Trysunda und Ulvöhamn, die heute in den Sommermonaten touristisch geprägt sind.
Bei der kleinen Ansiedlung Kornsjöstrand am See Kornsjösjön, gut vier Kilometer westlich von Bjästa, findet jährlich im Juli der seit 1942 wieder veranstaltete Nätra-Markt (Nätra marknad) mit bis zu 30.000 Besuchern statt, der sich in der Tradition des zwischen dem Mittelalter und Anfang des 20. Jahrhunderts bedeutendsten Marktes des Ångermanlands sieht.